# وانغ وينتاو
وانغ وينتاو (في اللغة الصينية المبسطة: 王文涛؛ في اللغة الصينية التقليدية: 王文濤؛ في نظام بينيين: Wáng Wéntāo؛ من مواليد مايو 1964) سياسي صيني كان حاكم أقليم هيلونغجيانغ منذ مارس 2018. شغل سابقًا منصب سكرتير الحزب الشيوعي في جينان، ونائب سكرتير الحزب في أقليم شاندونغ.

## السيرة المهنية
ولد وانغ عام 1964 في نانتونغ بمقاطعة جيانغسو. التحق بجامعة فودان في شنغهاي وتخرج بشهادة في الفلسفة. انضم إلى الحزب الشيوعي الصيني في ديسمبر 1994. بعد التخرج عمل كمدرس في المعهد المهني لأكاديمية شنغهاي لتكنولوجيا رحلات الفضاء. كما شغل منصب رئيس منظمة عصبة الشبيبة الشيوعية في المعهد ، بالإضافة إلى إدارة مبيعات آلات التصوير. تم نقله لاحقًا للعمل كرئيس لبلدة ووكو في منطقة سونغ جيانغ، ثم تمت ترقيته إلى رئيس حزب في قرية ليوجانغ. ثم شغل منصب نائب حاكم منطقة سونغجيانغ في شنغهاي ورئيس التخطيط الحضري. كما كان مسؤولاً عن التنمية الصناعية، ومنطقة التكنولوجيا، ونمو الصادرات.
في يناير 2005، تم نقل وانغ بعد ذلك إلى كونمينغ ليصبح نائب رئيس الحزب فيها، ثم عمدة المدينة. ثم تم نقله مرة أخرى إلى شنغهاي ليعمل نائبًا لرئيس الحزب ثم حاكم منطقة هوانغبو فيما بعد. في أبريل 2011، تم تعيينه عضوًا في اللجنة الدائمة للحزب في مقاطعة جيانغشي ورئيسًا للحزب في عاصمة المقاطعة نانتشانغ. 
في مارس 2015، تم تعيين وانغ سكرتير الحزب لجينان؛ حل محل وانغ مين، الذي تم فصله بسبب الفساد. في أبريل 2017 ، تم تعيين وانغ نائب رئيس الحزب في شاندونغ.  في 26 مارس 2018، تم تعيينه حاكمًا بالإنابة لمقاطعة هيلونغجيانغ، ليحل محل لو هاو. تم تعيينه محافظا في 15 مايو.  تم تعيين وانغ وزيرا للتجارة في ديسمبر 2020.
كان وانغ عضوًا مناوبًا في اللجنتين المركزيتين الثامنة عشرة والتاسعة عشرة للحزب الشيوعي الصيني.